# 1689 Флоріс-Ян
1689 Флоріс-Ян (1689 Floris-Jan) — астероїд головного поясу, відкритий 16 вересня 1930 року.
Тіссеранів параметр щодо Юпітера — 3,458.